# Moritz Karlitzek

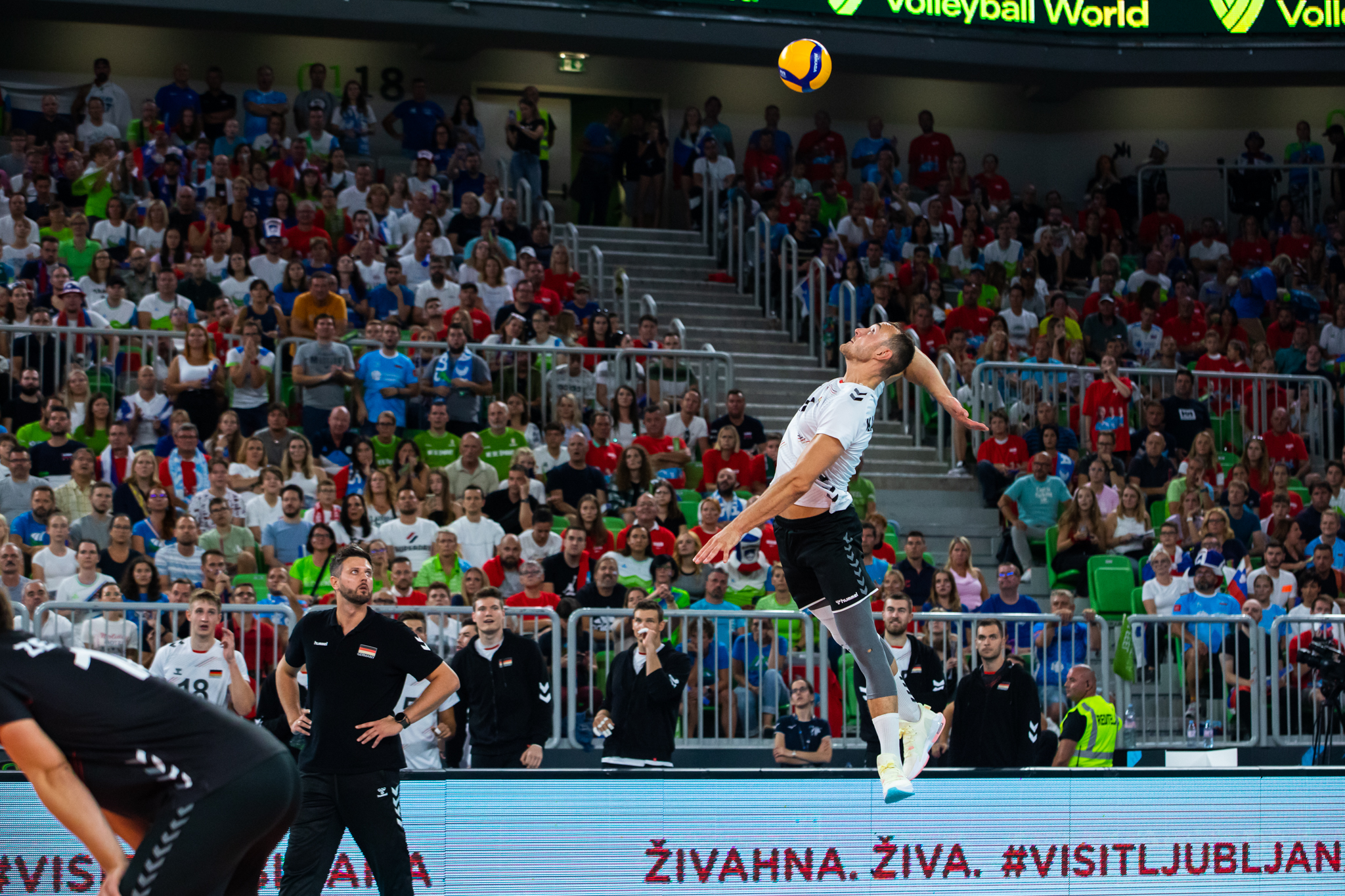
Moritz Karlitzek podczas wykonywania zagrywki w meczu przeciwko reprezentacji Słowenii na Mistrzostwach Świata 2022

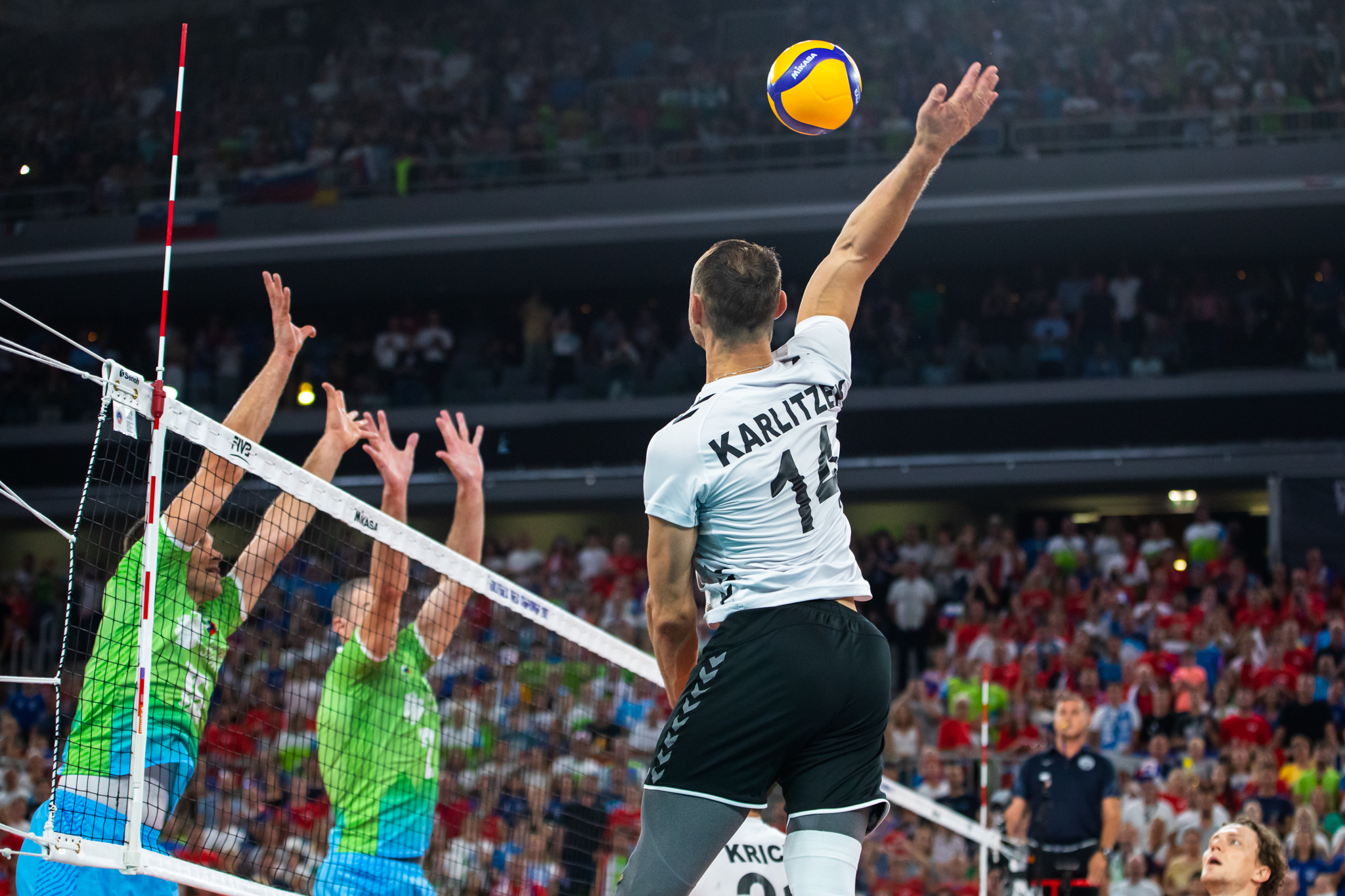
Moritz Karlitzek podczas atakowania piłki z lewego skrzydła w meczu przeciwko reprezentacji Słowenii na Mistrzostwach Świata 2022

Moritz Karlitzek (ur. 12 sierpnia 1996 w Hammelburg) – niemiecki siatkarz, reprezentant kraju, grający na pozycji przyjmującego. 
Jego młodszy brat Lorenz, również jest siatkarzem.
W 10. kolejce w sezonie PlusLigi (2023/2024) w meczu z Barkomem-Każany Lwów zagrywał piłkę w 4 secie 9 razy od stanu 15:12 dla Indykpolu AZS Olsztyn przy czym zaserwował 3 asy.

## Przebieg kariery
| Sezon     | Klub                     |
| --------- | ------------------------ |
| 2014/2015 | VSG Coburg/Grub          |
| 2015/2016 | TV Rottenburg            |
| 2016/2017 | TV Rottenburg            |
| 2017/2018 | United Volleys Frankfurt |
| 2018/2019 | United Volleys Frankfurt |
| 2019/2020 | Top Volley Cisterna      |
| 2020/2021 | Leo Shoes Modena         |
| 2021/2022 | Arago de Sète            |
| 2022/2023 | Indykpol AZS Olsztyn     |
| 2023/2024 | Indykpol AZS Olsztyn     |
| 2024/2025 | Indykpol AZS Olsztyn     |
| 2025/2026 | Indykpol AZS Olsztyn     |

## Sukcesy klubowe
Liga niemiecka:
- 2018

## Sukcesy reprezentacyjne
Mistrzostwa Europy:
- 2017